# 王姒
王姒（？—？），周朝王后。姒姓，西周第二代天子周成王的王后，周康王之母。
传世文献没有记载王姒，根据出土铜器銘文《叔像方尊》(集成05962)、《叔像方彝》(集成09888)、《王姒鼎》(文物1996年12期11頁圖16.1)、《保侃母壺》(集成09646)、《王姒方鼎》(《續考》4·10)，他是西周早期人，作为王后曾賜給叔像貝幣。为长辈毅姑作尊彝，对内宫女官进行赏赐。